# Ramsey (Illinois)
Ramsey és una població dels Estats Units a l'estat d'Illinois. Segons el cens del 2000 tenia 1.056 habitants.

## Demografia
Segons el cens del 2000, Ramsey tenia 1.056 habitants, 441 habitatges, i 287 famílies. La densitat de població era de 403,7 habitants/km².
Dels 441 habitatges en un 30,6% hi vivien nens de menys de 18 anys, en un 49,7% hi vivien parelles casades, en un 11,3% dones solteres, i en un 34,7% no eren unitats familiars. En el 32,2% dels habitatges hi vivien persones soles el 18,6% de les quals corresponia a persones de 65 anys o més que vivien soles. El nombre mitjà de persones vivint en cada habitatge era de 2,39 i el nombre mitjà de persones que vivien en cada família era de 3,01.
Per edats la població es repartia de la següent manera: un 27,4% tenia menys de 18 anys, un 9,9% entre 18 i 24, un 26,7% entre 25 i 44, un 18,7% de 45 a 60 i un 17,3% 65 anys o més.
L'edat mediana era de 34 anys. Per cada 100 dones de 18 o més anys hi havia 92,2 homes.
La renda mediana per habitatge era de 29.792 $ i la renda mediana per família de 36.354 $. Els homes tenien una renda mediana de 30.893 $ mentre que les dones 18.846 $. La renda per capita de la població era de 13.878 $. Aproximadament el 9,3% de les famílies i el 13% de la població estaven per davall del llindar de pobresa.

## Poblacions més properes
El següent diagrama mostra les poblacions més properes.